# Palazzo in Via dei Tribunali 276
Der Palazzo in Via dei Tribunali 276 ist ein Palast aus dem 15. Jahrhundert im Viertel San Lorenzo von Neapel in der italienischen Region Kampanien. Er liegt in der Via dei Tribunali, 276.

## Beschreibung
Der Palast in ein Renaissancebau, der durch eine Loggia im klassizistischen Stil und durch einen Eingangsbereich in doppelter Höhe mit einem Kreuzgewölbe gekennzeichnet ist.
Heute ist der Palast ein privates Mietshaus.